# چزاره پوگلیانو
چزاره پوگلیانو (انگلیسی: Cesare Pogliano؛ زادهٔ ۸ ژانویهٔ ۱۹۹۸) بازیکن فوتبال است.
از باشگاه‌هایی که در آن بازی کرده‌است می‌توان به باشگاه فوتبال رجینا اشاره کرد.